# Verticaal

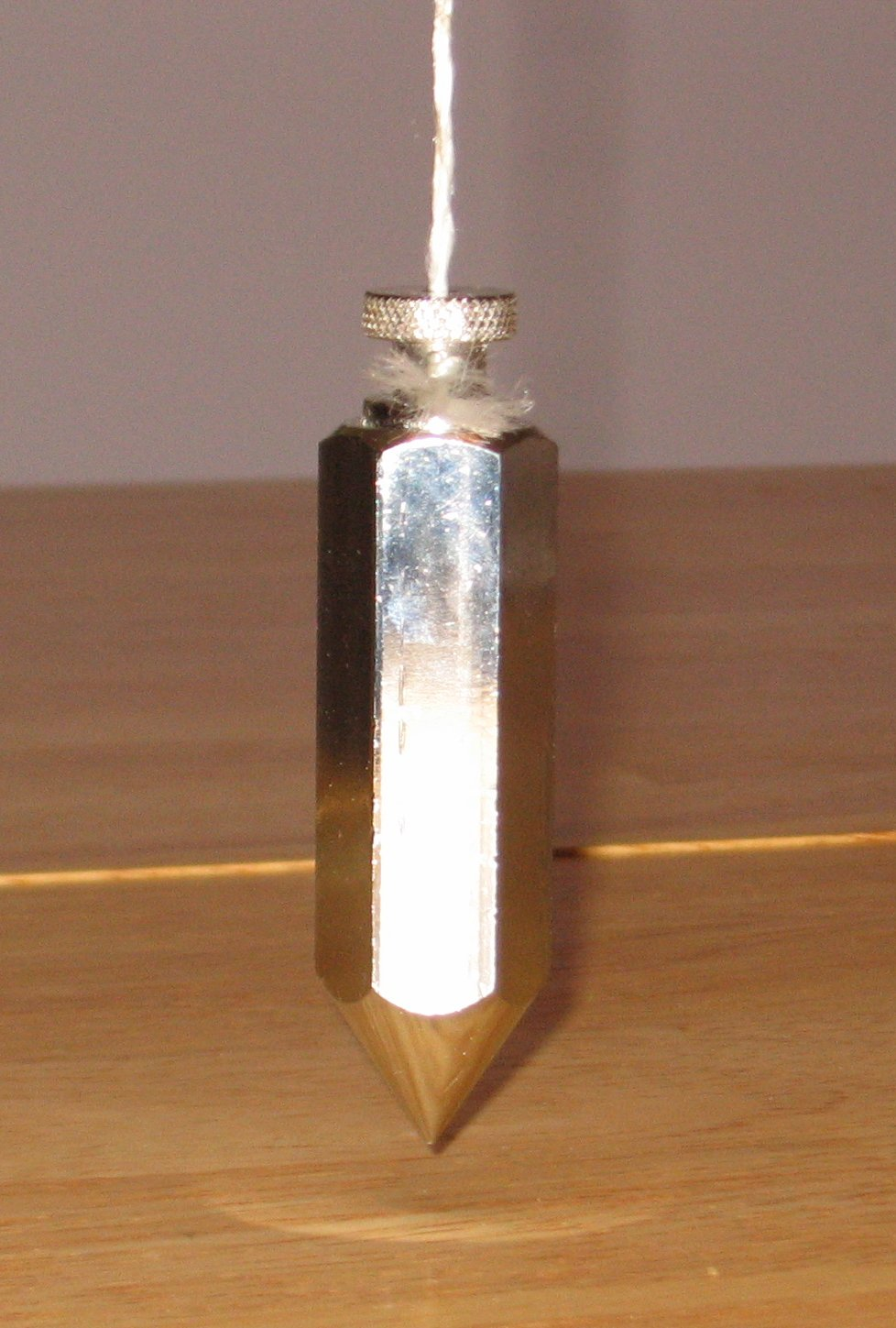
Met een schietlood wordt verticale stand bepaald

Met verticaal (Latijn: vertex, draaipunt, hoogste punt), loodlijn of schietloodrichting wordt bedoeld de lijn in de richting van de combinatie van zwaartekracht en middelpuntvliedende kracht, haaks op  horizontale equipotentiaalvlakken zoals de geoïde.
Met een schietlood gaat men na of iets verticaal is. Ook een waterpas, waarmee de horizontale richting vaststelt, kan voor dit doel gebruikt worden, mits er een voorziening is om de richting loodrecht op de horizontaal te bepalen.
Wanneer iets niet zuiver verticaal staat, zegt men dat het uit het lood staat, een verwijzing naar het schietlood, een stuk gereedschap dat al sinds mensenheugenis wordt gebruikt bij het optrekken van bouwwerken.
De normaalrichting is de lijn loodrecht op de referentie-ellipsoïde in een bepaald punt. De hoek tussen de schietloodrichting en de normaalrichting wordt schietloodafwijking genoemd.
De richtingen die loodrecht op de verticale richting staan, noemen we horizontaal. Het punt loodrecht onder een punt heet nadirpunt. Het punt op de hemelbol recht boven een punt heet zenit.

## Loodrecht
Het begrip loodrecht werd (en wordt soms nog) als synoniem gebruikt voor verticaal. Nu echter heeft het meer de meetkundige betekenis gekregen namelijk: snijden onder een hoek van 90°.